# Richard de Cirencester
Richard de Cirencester (mort vers 1400) est un historien anglais.
Bénédictin de l'abbaye de Westminster, il est auteur du Speculum Historiale de Gestis Regum Angliae, qui fut publié par Bertram à Copenhague en 1737.
On lui attribue l'Historia ab Hengista ad annum 1348.